# 돈바스아에로
돈바스아에로(영어: Donbassaero, 우크라이나어: Донбасаеро)는 우크라이나의 항공사로 우크라이나 항공 그룹(영어: Ukrainian Aviation Group)이 소유하고 있다. 도네츠크 국제공항, 보리스필 국제공항이 허브 공항에 속한다.

## 역사
1993년에 도네츠크 항공(영어: Donetsk State Airline)으로 설립되어 2003년에 현재의 사명으로 변경했다. 2005년 7월 공식 홈페이지가 개설되어 같은 해 11월부터 인터넷에서 온라인 예약 서비스를 시작했다. 하지만 모기업의 경영난으로 인해 2013년 1월 14일에 파산되었다.

## 보유 기종
- 2012년 8월 기준으로 돈바스아에로는 다음과 같은 기종을 보유하고 있으며 평균 기령은 17.1년이다.[2][3]